# Fira de Santa Caterina
La Fira de Santa Caterina se celebra a Arbeca al cap de setmana més proper al 25 de novembre. Les actuacions i programa d'activitats se centren en la realització d'un cinefòrum, exposicions, ball i fonamentalment la Fira del Gos caçador.
Durant tot el diumenge es realitza una fira amb tots els ingredients tradicionals, parades de productes artesanals, roba, etc.
La fira ocupa un dels carrers més llargs d'Arbeca, avinguda dels portals, en un dels extrems hi ha un gran foc on couen l'esmorzar típic de la diada "fesols amb llonganissa" regats amb l'oli de l'oliva arbequina del món. Després de l'esmorzar, i a la plaça del Toll, hi ha un concurs dels que seran considerats els millors gossos de caça, per això li diuen també "fira del gos caçador". Posteriorment hi ha l'exposició i venda de diferents animals: canina, de diferents tipus d'aus i també de conills, s'hi poden veure gossos de totes les races.

## Arbeca i la caça
Que La fira del gos caçador s'organitzi a Arbeca no és cap coincidència, ja que Arbeca amb la seva gran àrea de caça sempre hi ha estat directament vinculada.
Arbeca disposa d'una superfície de 5.704 H. on es realitza la caça de la perdiu roja i el conill silvestre, existents en llibertat en l'àrea, complementades amb repoblacions procedents d'una Granja cinegètica pròpia. També es pot caçar la mitja veda en la zona de regadiu on hi ha moltes guatlles, tórtores i tudons.

## Història de la fira
És d'una tradició antiquíssima i en realitat seria la segona fira o retorn de fires, ja que la primera que encetava el cicle era el primer diumenge després de la Pasqua de Resurrecció, encara que aquesta no se sap si es va celebrar o quan es va perdre.
El document de concessió està datat a Medina del Campo el 31 d'agost de l'any 1504, conservat a l'arxiu de la Corona d'Aragó secció de cancelleria reg. 3.555, foli 19 diu:
El rei Ferran I d'Aragó apateció de Joan Folc, duc de Cardona marquès de Pallars, comte de Prades, vescomte de Vilamur, senyor de les baronies d'Entença, Arbeca, Juneda, Alcolea, Cambrils, Ponts, Maldà, Aramunt, Personada i gran conestable d'Aragó, concedeix a la població i prohoms d'Arbeca la celebració de fires i retorn de fires.
Les fires començaran el primer diumenge després de la Pasqua de resurrecció i durant tres dies consecutius, i el retorn de fires se celebrarà el dia 25 del mes de Novembre que és la festa de Santa Caterina, verge, i durant també tres dies consecutius.
El rei posa sota la seva protecció, salvaguarda i guiatge a tots els qui vagin i retornin de fires.
Al final de la Gran Guerra (1795-1800) l'ajunta de Lleida va enviar a la fira d'Arbeca 3.400 "varas de paño" sobrants del vestuari dels Miquelets perquè la nostra fira <<... es una de las más concurridas de este país y en la que se venden semejantes géneros>>.''